# 君士坦提乌斯三世
君士坦提乌斯三世（拉丁語：Constantius III，？—421年9月2日），西罗马帝国的皇帝（421年在位仅7个月）。
罗马皇帝霍诺里乌斯在位期间，西罗马帝国几乎分崩离析，在西哥特王阿拉里克横扫意大利，攻占并掠夺罗马城之后。帝国的统治一落千丈，不列颠、高卢、西班牙等地，均发生了大量的叛乱。西哥特王阿拉里克死后，阿道法斯继位，他改变对罗马的敌对政策，反而主动与霍诺里乌斯结盟，并且娶了霍诺里乌斯的妹妹，也即狄奥多西大帝的女儿普拉西狄亚为妻。然后进兵高卢，替霍诺里乌斯“平叛”。
就在高卢和西班牙各地叛乱不断之际，也有一些军人忠于罗马政府，君士坦提乌斯当时就是这样的一名军人。在他的努力下，许多叛乱都被镇压。
415年，阿道法斯被人刺杀，普拉西狄亚成了寡妇。由于君士坦提乌斯战功卓著，霍诺里乌斯将普拉西狄亚许配给他，君士坦提乌斯因此成为皇室成员，他与普拉西狄亚育有一儿一女，儿子瓦伦丁尼安后来即位为罗马皇帝。
421年，霍诺里乌斯提升君士坦提乌斯为共治的皇帝。史书上一般称其为君士坦提乌斯三世，但是7个月后，君士坦提乌斯就因病去世。

## 生平

### 早年经历
弗拉维乌斯·君士坦提乌斯生于罗马默西亚行省的奈苏斯，具有伊利里亚血统。他在霍诺留治下的罗马军队中服役，于411年被霍诺留擢升为大元帅。

### 君士坦丁三世之乱
407年，不列颠的罗马军队发生兵变，推举君士坦丁三世为帝。君士坦丁三世随即渡过海峡，在很短的时间内占领了高卢并且进一步向希斯帕尼亚和意大利进军。409年，君士坦丁三世迫使霍诺留承认了自己的合法性。
411年，君士坦提乌斯被霍诺留提拔并派往高卢进攻君士坦丁三世。君士坦提乌斯击败了由君士坦丁三世的将领格隆提乌斯和埃多比库斯率领的军队，并率军围攻君士坦丁三世所在的阿尔勒，将其击败并杀死。

### 对抗赫拉克利安努斯
412年，对君士坦提乌斯被提拔为大元帅不满的阿非利加伯爵赫拉克利安努斯发动叛乱并自立为帝，在次年3月率领军队在罗马城附近登陆，但是被君士坦提乌斯击败。赫拉克利安努斯随后被抓获杀死。

### 再平希斯帕尼亚与高卢
君士坦提乌斯通过高明的外交与军事策略，以经济封锁迫使哥特人屈服，又指挥西哥特人进攻占据罗马领土的汪达尔人、苏维汇人、阿兰人等，收复了大量领土。至420年，罗马帝国基本恢复了对希斯帕尼亚和高卢大部分地区的控制。

### 统治
君士坦提乌斯的军功使得他在帝国内平步青云，不但三次担任执政官，并且于417年被霍诺留安排与普拉西提阿结婚，从而成为了狄奥多西王朝的一员。421年2月8日，君士坦提乌斯被霍诺留任命为共治皇帝，但是并没有得到东部皇帝狄奥多西二世的承认。

### 逝世
君士坦提乌斯仅仅统治了7个月，就在9月2日去世。死因有因病死亡和被毒杀两种说法。他的妻子普拉西迪阿带着孩子逃到了君士坦丁堡寻求庇护。423年，霍诺留去世，在东部皇帝狄奥多西二世的支持下，君士坦提乌斯的儿子瓦伦提尼安成为了西部皇帝，由普拉西迪阿摄政。